# Кочиш Микола Михайлович
Кочиш Микола Михайлович (* 1 грудня 1928, с. Джурджево (русин. Дюрдьов), тепер Жабальської общини Південно-Бацького округу, Воєводина, Сербія — 16 квітня 1973, м. Новий Сад, Сербія) — український (руський) лінгвіст, письменник.

## Біографія
Закінчив 1956 Вищу педагогічну школу та 1963 університет у Новому Саді. Вчителював (з 1947), у 1957–1963 — викладач руської, сербохорватської і російської мов у Вищій педагогічній школі та в університеті (Новий Сад).
З 1963 — співробітник Інституту розвитку загальної і фахової освіти, а з 1965 — співробітник Інституту з видання підручників.

## Наукова діяльність
Розробляв правопис, граматику, лексикологію та ономастику мови паннонських русинів; обстоював позицію, за якою «руска бешеда», тобто паннонська русинська мова, є відгалуженням української мови.
Автор праць з русинського та сербохорватського мовознавства:
- «Мацеринска бешеда. Граматика» (1965, 1967, 1968),
- «История: словнїк терминох за основну школу» (1970),
- «Правопис руского язика» (1971),
- «Приручни терминолоіийни словнїк сербскогорватско-руско-українски» (1972),
- «Граматика руского язика за 1—11 класу ґимназиї» (опубл. 1974).

## Визнання
На честь М.Кочиша видавництво «Руске слово» у 1974 році заснувало премію для літературознавчих робіт, присвячених паннонським русинам.